# Dekanat Zamość (prawosławny)
Dekanat Zamość – jeden z 5 dekanatów diecezji lubelsko-chełmskiej Polskiego Autokefalicznego Kościoła Prawosławnego.

## Parafie
W skład dekanatu wchodzi 6 parafii:
- parafia św. Jerzego w Biłgoraju
  - cerkiew św. Jerzego w Biłgoraju
  - cerkiew Zaśnięcia Najświętszej Maryi Panny w Szczebrzeszynie[2]
- parafia Opieki Matki Bożej w Bończy
  - cerkiew Opieki Matki Bożej w Bończy
  - cerkiew Zaśnięcia Przenajświętszej Bogurodzicy w Wólce Kraśniczyńskiej
- parafia Zaśnięcia Najświętszej Maryi Panny w Hrubieszowie
  - cerkiew Zaśnięcia Najświętszej Maryi Panny w Hrubieszowie
  - cerkiew św. Symeona Słupnika w Dołhobyczowie
- parafia Świętej Trójcy w Tarnogrodzie
  - cerkiew Świętej Trójcy w Tarnogrodzie
  - cerkiew Podwyższenia Krzyża Pańskiego w Korchowie
  - cerkiew św. Michała Archanioła w Kulnie
  - kaplica Zmartwychwstania Pańskiego w Płusach
- parafia św. Mikołaja w Tomaszowie Lubelskim
  - cerkiew św. Mikołaja w Tomaszowie Lubelskim
  - kaplica Częstochowskiej Ikony Matki Bożej w Łosińcu
- parafia św. Mikołaja Cudotwórcy w Zamościu
  - cerkiew św. Mikołaja Cudotwórcy w Zamościu
  - kaplica św. Mikołaja w Zamościu